# Going Out in Style
Going Out in Style is het zevende studioalbum van de Amerikaanse punkband Dropkick Murphys. Het album werd uitgegeven op 1 maart 2011 op (dubbel-)cd en dubbelelpee via Born & Bred Records, het platenlabel van de band zelf. Het album werd goed ontvangen: het bereikte de 6de plek in de Billboard 200-hitlijst. Het is het eerste studioalbum waar het nieuwe lid Jeff DaRosa op te horen is.
Het album heeft twee singles voortgebracht: "Going Out in Style" en "Memorial Day". Voor het nummer "Going Out in Style" werd tevens een videoclip uitgebracht.
Het album werd heruitgegeven op 13 maart 2012 onder de titel Going Out in Style: Fenway Park Bonus Edition. Deze versie bevat, naast het studioalbum zelf, een livealbum op cd die is opgenomen in het Fenway Park in Boston.

## Nummers
| Going Out in Style 1. "Hang 'Em High" - 3:59 2. "Going Out in Style" - 4:08 3. "The Hardest Mile" - 3:26 4. "Cruel" - 4:21 5. "Memorial Day" - 2:59 6. "Climbing a Chair to Bed" - 2:59 7. "Broken Hymns" - 5:03 8. "Deeds Not Words" - 3:41 9. "Take 'Em Down" - 2:11 10. "Sunday Hardcore Matinee" - 2:43 11. "1953" - 4:14 12. "Peg o' My Heart - 2:20 13. "The Irish Rover - 3:39 iTunes-versie 1. "Peg o' My Heart - 2:20 2. "Walk Don't Run" - 2:20 3. "The Irish Rover - 3:39 | Fenway Park Bonus Edition 1. "Hang 'Em High" 2. "Sunday Hardcore Matinee" 3. "Deeds Not Words" 4. "Going Out in Style" 5. "The Irish Rover" 6. "Peg o' My Heart" 7. "Tessie" 8. "Cruel" 9. "Climbing a Chair to Bed" 10. "Take 'Em Down" 11. "Devil's Brigade" 12. "Boys On The Docks" 13. "The Dirty Glass" 14. "The State of Massachusetts" 15. "Kiss Me, I'm Shitfaced" 16. "Time To Go" 17. "I'm Shipping Up To Boston" 18. "T.N.T." |

## Muzikanten
| Band - Al Barr - zang - Tim Brennan - gitaar, accordeon, fluit, zang - Ken Casey - zang, basgitaar - Jeff DaRosa - banjo, bouzouki, mandoline, harmonica, zang - Matt Kelly - drums, zang - James Lynch - gitaar, zang - Scruffy Wallace - doedelzak | Gastvocalisten - Bruce Springsteen - zang ("Peg O' My Heart") - Pat Lynch - zang ("The Irish Rover") - Fat Mike - zang ("Going Out in Style") - Chris Cheney - zang ("Going Out in Style") - Lenny Clarke - zang ("Going Out in Style") |